# Triathlon ai XVIII Giochi del Mediterraneo
Le competizioni di triathlon ai XVIII Giochi del Mediterraneo, quella maschile e quella femminile, si sono svolte il 23 giugno 2018 lungo il circuito urbano di Altafulla sulla distanza sprint. Questa rappresenta la prima apparizione della disciplina all'interno del programma dei Giochi.

## Calendario
Il calendario delle gare è stato il seguente:
| ● | Finali |

| Giugno/Luglio |    |    |    |    |    |    |    |    |    |
| 22            | 23 | 24 | 25 | 26 | 27 | 28 | 29 | 30 | 1º |
|               | 2  |    |    |    |    |    |    |    |    |

## Podi

### Uomini
| Evento                        | Oro          | Prestazione | Argento               | Prestazione | Bronzo               | Prestazione |
| Triathlon maschile (dettagli) | João Pereira | 57'28"      | Antonio Serrat Seoane | 57'45"      | Antonio Benito López | 57'57"      |

### Donne
| Evento                         | Oro            | Prestazione | Argento    | Prestazione | Bronzo          | Prestazione |
| Triathlon femminile (dettagli) | Melanie Santos | 1h04'52"    | Anna Godoy | 1h06'34"    | Federica Parodi | 1h06'52"    |

## Medagliere
| Posizione | Paese      | Oro | Argento | Bronzo | Totale |
| --------- | ---------- | --- | ------- | ------ | ------ |
| 1         | Portogallo | 2   | 0       | 0      | 2      |
| 2         | Spagna     | 0   | 2       | 1      | 3      |
| 3         | Italia     | 0   | 0       | 1      | 1      |
| Totale    | Totale     | 2   | 2       | 2      | 6      |